# Antiochos XII
Pour les articles homonymes, voir Antiochos.
Antiochos XII Dionysos est un roi séleucide qui règne de 87 à 82 av. J.-C. Il périt durant une expédition contre les Nabatéens.

## Biographie
Il est le cinquième et dernier fils d'Antiochos VIII et de la princesse lagide Cléopâtre Tryphaena. Il succède à son frère Démétrios III, prisonnier des Parthes, dans son royaume de Damas. Il entreprend une expédition contre les Nabatéens en passant par la Judée, se heurtant aux troupes d'Alexandre Jannée qui ne parviennent pas à lui barrer la route à Jaffa. Il livre bataille aux Nabatéens emmenés par Arétas III au sud de la mer Morte. Le début de la bataille lui est favorable mais le jeune roi trouve la mort dans la mêlée, marquant la déroute de l'armée séleucide qui périt ensuite dans le désert. Damas tombe ensuite aux mains des Arabes.